# Bigots regnbroms
Bigots regnbroms (Haematopota bigoti) är en tvåvingeart som beskrevs av Gobert 1880. Bigots regnbroms ingår i släktet Haematopota och familjen bromsar. Enligt den svenska rödlistan är arten starkt hotad i Sverige. Arten förekommer i Götaland och Öland. Artens livsmiljö är havsstränder, jordbrukslandskap. Inga underarter finns listade i Catalogue of Life.